# 現代やくざ 与太者の掟
『現代やくざ 与太者の掟』（げんだいやくざ よたもののおきて）は、1969年2月1日に公開された日本映画。製作：東映東京撮影所、配給：東映。菅原文太の東映移籍後初主演作品で、それまでの東映任侠映画に比べて描写がリアルで、後の『仁義なき戦い』を先取りしているという評価もある「現代やくざシリーズ」の第1作である。
東京・新宿を舞台に、一匹狼の男が組織ヤクザの暴力と対決する「アクション娯楽篇」。
封切り時の同時上映は『緋牡丹博徒シリーズ』第3作の『緋牡丹博徒 花札勝負』（監督：加藤泰、主演：藤純子）。

## ストーリー
勝又五郎（菅原文太）は名曲喫茶で暴れるヤクザを刺したため、傷害罪で府中刑務所に3年服役する。出所した勝又はあてもなく新宿へ向かう。勝又は電車の中でスリの名手・湯浅（大辻伺郎）に、全財産である作業報奨金と切符の入った封筒をスられ、新宿駅の改札で駅員と押し問答になるが、福地鉄男（待田京介）と名乗る男に助けられる。福地は新宿界隈を仕切る新興のヤクザ組織・荒尾組の若頭であった。荒尾組組長・荒尾徹（安部徹）はある日福地に、対立する岩上一家組長・岩上（山岡徹也）の暗殺を命じる。岩上一家の事務所に乗り込んだ福地は返り討ちに遭い、怪我を負う。ひそかにあとをつけていた勝又が加勢し、岩上を切りつけるが、取り逃がす。勝又に介抱された福地は彼を組に誘うが、ヤクザ組織を嫌う勝又は断る。
ある夜、勝又は人身売買罪の容疑で警察に連行されるが、身に覚えがないことだった。釈放後、通称「ヤッパの政」（山城新伍）率いる女衒集団が勝又に詫びを入れ、足を洗うことを誓う。勝又は、自分と同様に既存組織にしがらみのない政たちと兄弟分となって愚連隊を形成し、新たな生活のためにノミ屋を開帳するが、場所が荒尾組の縄張り内であったため、組の幹部・拝島（名和宏）とトラブルとなる。そこへ福地が仲裁に入り、拝島に50万円の詫び料を支払うという条件がまとまる。偶然スリの湯浅と再会した勝又は、湯浅から金をむしり取るが、50万円には足りなかった。そのまま仕方なく荒尾組に出向いた勝又は、福地が金を立て替えたことを知る。しかしその金はもともと荒尾の資金であったことから、実質として勝又の詫びが成立しなかった。また、このことで福地が組の金を私的に使い込んだようにみなされることになり、福地は組織の中で立場が危うくなる。
福地からの借りを返すために勝又が思案していたところ、湯浅がパクリ屋稼業に乗り出すことを提案する。勝又・政・湯浅たちは銀行員を装って企業から1000万円分の融通手形をだまし取ることに成功する。勝又と政の前に手形の買い取り屋を自称する立花が現れ、どこかへ案内されるが、着いた先は荒尾組の事務所だった。岩上一家との縄張り争いのために大金を求める荒尾らは、この手形を力づくで奪おうとするが、すでに偽物にすり替えたあとだった。収まらない荒尾は福地に勝又の処刑を命じる。福地が迷いながらドスを抜いたところに、福地のおじで荒尾の兄弟分である五代竜三（若山富三郎）が現れ、事態の収拾を申し出る。
手形の入手をあきらめきれない荒尾は、手形の隠し場所に出向いた政と、その弟分のゴロ竹（小林稔侍）を子分に尾行させ、射殺させる。そこへ駆け付けた勝又と福地は、それぞれの持つ仁義のため、その場で果たし合いを行わざるを得なくなる。しかしドスを持って組み合った際、福地はわざと腕を下げて勝又のドスを受け、絶命する。五代は甥の仇を取るため、荒尾たちがいる宴会の場に乗り込み、目の前で兄弟盃を叩き割ってみせ、さらに荒尾を襲うが、手下たちに銃撃され、荒尾を取り逃がしたまま果てる。知らせを聞いた勝又は湯浅たちに別れを告げ、単身で荒尾らのいる五代の葬儀会場へ向かった。勝又は組員たちを皆殺しにし、自身も傷だらけになって昏倒した。駆け付けた救急隊に担架に乗せられた勝又は「死んでたまるか」とつぶやいたのであった。

## 出演者
※武原英子と小甲登枝恵は出演者としてクレジットされているが、公開シーンに出演部分がない。
- 勝又五郎：菅原文太
- 福地鉄男：待田京介
- 石井直吉（刺青師）：志村喬
- 樋口道子（パチンコ屋の店員）：田村奈巳
- 江夏加奈子（福地の恋人）：橘ますみ
- 勝又百合：武原英子
- ヤッパの政：山城新伍
- ドモリの貞（政の弟分）：砂塚秀夫
- 拝島要一（荒尾組幹部）：名和宏
- 湯浅幸平：大辻伺郎
- 荒尾徹（荒尾組組長）：安部徹

- 久保（荒尾組組員）：八名信夫
- 立花（荒尾組出入りの手形師）：江幡高志
- 岩上剛治（岩上一家組長）：山岡徹也
- 萩野刑事：室田日出男
- 花井（荒尾組幹部）：関山耕司
- 改札係：人見きよし
- ゴロ竹（政の弟分）：小林稔侍
- まさる（政の弟分）：石橋蓮司
- チンピラ（喫茶白馬の客）：日尾孝司
- 松永（荒尾組幹部）：藤山浩二
- 早川三郎（流し）：山田彰
- 荒尾組組員：久保一
- 松宮刑事：植田灯孝
- 東京金属化学の常務：沢彰謙
- 山形（東京金属化学の幹部）：北川恵一
- 根岸（岩上一家組員）：土山登士幸
- 杉山（岩上一家組員）：伊達弘
- 和田垣（関東銀行支店長）：河合絃司
- 市村（岩上一家組員）：相馬剛三
- 駅詰めの警官：木川哲也、岡野耕作
- 荒尾組組員：亀山達也、伊東昭夫
- ノミ屋の客：三木宏祐
- 山中（流し・三郎の相棒）：山之内修
- チンピラ（喫茶白馬の客）：香月裕司
- 学生：新城竜也、林隆幸
- 電車の客：藤井まゆみ
- 喫茶白馬のオルガン奏者：小林千枝
- 椿荘の管理人：久保伊都子
- 勝又しず子：小甲登枝恵

- 小峯弥生（喫茶白馬の元オルガン奏者）：藤純子（友情出演）
- 五代竜三：若山富三郎

## スタッフ
- 監督：降旗康男
- 企画：俊藤浩滋、矢部恒
- 脚本：村尾昭
- 撮影：星島一郎
- 録音：内田陽造
- 照明：元持秀雄
- 美術：北川弘
- 編集：長沢嘉樹
- 助監督：伊藤俊也
- 殺陣：日尾孝司
- 進行主任：阿部征司
- 装置：加藤勇次
- 装飾：佐藤嘉昭
- 記録：山之内康代
- 現像：東映化学工業株式会社
- 音楽：菊池俊輔
- 挿入歌：『夜霧に消えたチャコ』
  - 作詞：宮川哲夫
  - 作曲：渡久地政信
  - 唄：若山富三郎

## 製作

### 企画
若山富三郎が、本作公開前年の1968年からの『極道シリーズ』で鶴田浩二、高倉健に次ぐ任侠映画の主演スターとなり、「鶴田・高倉・若山のビッグ・スリー」「鶴田・高倉・若山・藤の四エース」と称されるようになった。東映任侠路線はほぼ盤石の状況ではあったが、東映映画本部長・岡田茂は、彼らに続く1969年度のスター構想として「菅原文太、梅宮辰夫、吉田輝雄、松方弘樹、千葉真一の中から一本立ち出来る俳優を育てたい」と表明。ただ、梅宮、吉田、松方、千葉は育ちの良さから、陽性の芝居は得意だが、男の翳りを表現するのは得意でなく、「どこか拗ねている、色合いが違うのは文太だろう」と岡田は考えた。菅原の一本立ちを願い、菅原の初主演作として本作を用意した。岡田は菅原の売り出しについて「ウチには現代やくざに適した役者が少ない。それをカバーするためだ。菅原はマスクといい、雰囲気といい、実にモダンだ」と大変な惚れ込みようだった。当時、歌謡界で水原弘、いしだあゆみ、佐川満男の再出発にあたり、マスメディアが「リバイバル・スター」とキャッチフレーズを付けて、見事復活した例があったことから、かつての新東宝のスター・菅原を、若山に続き「リバイバル・スター」として再売り出しに踏み切った。岡田は「菅原のカムバック成功を私の直感で確信している。菅原の主演作を3本既に準備している。まあ見ていて下さい。ウチのお家芸の一つがやくざ路線ですから。自他ともに許す以上は他社を完全に抑えなければなりません」と鼻息荒かった。当の菅原は無口で自ら「自分から遮二無二に売り込んでスターになるのは好きじゃない」と話す性格で、鳴かず飛ばずが長く続き、ハンサムタワーでは寺島達夫や吉田輝雄が先に有名になり、当時の菅原は彼等に水をあけられるばかりの状況だった。「辛かった。毎晩のように酒を飲み続けました」と話し、そうした恵まれなかった生活の反映から来たニヒルな下地が、岡田から「現代的スターにもってこい」と認められたのだから、人間何が幸運の切っ掛けになるか分からない。菅原はヤクザ映画論になるとムキになり「『黒部の太陽』や『風林火山』だけが芸術なんて考えは、僕に言わせれば冗談じゃないですよ。やくざ映画は虐げられた人たちのある種の"心のふるさと"みたいなものですね。そりゃ東大亡者や世の良識者を自任する連中には毛嫌いされるけど、したければしろですよ」「ジャン・ギャバンのギャングものだってヤクザ映画ですよ。向こうのものは絶賛しておいて、こっちがダメとは頂けない。作品をセレクションする権利はファンが持っている」等と話し、絶好のチャンスを掴んだことに「人間、一生にチャンスなんてそうはない。だから全力投球します」と喜びを抑え自分に言い聞かせるように話した。上映後の観客の反応を見て、菅原の今後の起用法が判断されることになった。菅原は新東宝を経て松竹からの移籍組で、東映での主演は本作が初であった。

### 脚本
主人公・勝又は貧困の果てに一家心中から生き残った孤児という設定であるが、本作中では福地との会話で少し示唆されるのみで、はっきりとは明示されていない。プレスシートを記録するキネマ旬報映画データベースなどでは武原英子と小甲登枝恵が同姓の登場人物でクレジットされており、勝又の家族として設定されたとみられるが、公開時の本作には両者が出演しているシーンはなく、勝又の生い立ち部分は撮影したがカットしたものと考えられる。

### 撮影・ロケ地
スポーツニッポン1969年1月29日付の記事に「撮影がこのほど終わった」と書かれていることから、撮影は1968年12月ー1969年1月に行われたと見られる。今日では人が多すぎて撮影不可能かもしれない年末年始の新宿駅構内を始め、新宿近辺でふんだんにロケが行われている。オープニングクレジットに被さるのは昔の新宿駅西口バスターミナル。以降伊勢丹新宿店前辺りを菅原が練り歩く。小峯弥生（藤純子）は中央本線沿線の新宿区柏木柏木四丁目のアパートに住む設定。中央本線の赤い電車や総武線の黄色い電車も映る。ドスを振り回し、拳銃を撃ちまくるヤクザ同士の大立ち回りは、さすがに当時でも新宿の歓楽街で撮影するのは難しいと見られ、エンディング等の大立ち回りの撮影は、現在の東映東京撮影所隣りのプラッツ大泉が建つ場所にあったという銀座のセットかもしれない。勝又（菅原）が石井直吉（志村喬）と知り合うパチンコ店のBGMとしてピンキーとキラーズ「恋の季節」が流れる。売れる前の八名信夫、小林稔侍、石橋蓮司らがチンピラ役で出演している。

## 評価・影響
新宿を舞台に一匹狼の文太が暴力団と対決するアクション映画は、主人公を演じた文太の破天荒なキャラクターが若い観客から支持を得た。岡田茂いわく、低迷していた菅原の売り出しには「苦労した」とされるが、本作のヒットで実を結んだ。
本作の成功はそれまでの東映ファンよりさらに若い観客を惹き、岡田は「これは見逃しには出来ないポイント」として「今後若い俳優で若い観客を動員していきたい」と表明した。岡田は「現代やくざ」のシリーズ化を決め、以降、『新宿の与太者』『人斬り与太 狂犬三兄弟』など、文太の主演作を次々製作した。菅原は1969年には当時の映画界でも珍しい計20本の映画に出演した。岡田の思惑通り、菅原は1969年後半から人気が急上昇し、1969年7月に初めて東京浅草のマルベル堂でブロマイドの撮影を行ったが、店頭に並ぶと同年10月に加山雄三、鶴田浩二を抜いて売上げベストテンに入った。当時は歌も唄わず、テレビにも出ない俳優のブロマイドが売れるというのは芸能界でも珍現象だった。映画会社の期待のバロメーターであるカレンダーでも東映1970年版で菅原は、梅宮辰夫と1月を飾った。この菅原人気を見てレコードも出すことになった。マスメディアは「東映のヤクザ路線が生んだまじりっ気なしのヤクザスター」等と評した。1969年末には東映の主要スターは「鶴田・高倉・若山・藤・菅原のビッグ5」とみなされるようになった。小平裕は「岡田さんはずっとチンピラものはお客が入らないからやめろ、と率先して言ってたけど、お客が求めているものが変わってきていたのではないか」と述べている。
佐藤洋笑は「菅原は本作で、貧困の末、一家心中した家族の生き残りという、いつまでも下積みでくすぶり続けるヒーロー像を提示し、様式美に満ちた任侠の世界に背を向けた。このぶっちゃけた暴力団映画は『現代やくざシリーズ』として継続され、その後の実録路線の有力なツールになった」と評価している。

## 現代やくざシリーズ
野良犬のような特異な個性でメキメキ頭角を表してきた菅原文太を主演とする「現代やくざシリーズ」は、文献やサイトにより全5作とするものと全6作とするものがある。シリーズものは、どこからどこまでを指すのか曖昧なケースも珍しくないが、このシリーズの扱いも多少複雑である。本シリーズが分かれる理由は1970年12月18日公開、高桑信監督による『新宿の与太者』の扱いにある。
映連のサイトではこの『新宿の与太者』は外され、タイトルに『現代やくざ』を含んだ本作『現代やくざ 与太者の掟』（1969年2月公開、降旗康男監督）を第1作として、以降『現代やくざ 与太者仁義』（1969年5月公開、降旗康男監督）『現代やくざ 盃返します』（1971年4月公開、佐伯清監督）『現代やくざ 血桜三兄弟』（1971年11月公開、中島貞夫監督）『現代やくざ 人斬り与太』（1972年5月公開、深作欣二監督）の5本を「現代やくざシリーズ」としている。
しかし1998年に刊行された『ぴあシネマクラブ 邦画編』では、『新宿の与太者』を『現代やくざ・新宿の与太者』と改題して掲載し、「現代やくざシリーズ」に含め6本としている。『現代やくざ 血桜三兄弟』を撮った中島貞夫は「『現代やくざシリーズ』は初めの2本を降旗さんがやって、僕が5本目。深作さんがそのあと『現代やくざ 人斬り与太』を撮るわけです。これは前のシリーズと全然違います」と述べており『新宿の与太者』を第3作とカウントしている。また俊藤浩滋と山根貞男の共著『任侠映画伝』でも「このシリーズは『新宿の与太者』も含め、72年の『現代やくざ 人斬り与太』まで計6本作られた」と記載されている。高護は『Hotwax 日本の映画とロックと歌謡曲 vol. 2』の深作欣二特集で「『現代やくざシリーズ』は全5作ですが『新宿の与太者』が第1作第2作から派生した作品で、主人公の名は同じ勝又五郎。『新宿の与太者』を加えると全6作となる」と説明し、同じく高編集による『日本映画名作完全ガイド』では『現代やくざ 血桜三兄弟』を「現代やくざシリーズ第5弾」と書いているため、『新宿の与太者』を含めてカウントとしており、坪内祐三も「現代やくざシリーズ」を全6作としている。東映ビデオは『現代やくざ 人斬り与太』の説明に「現代やくざ”シリーズ第6弾」と書いているため、東映では『新宿の与太者』を「現代やくざシリーズ」に含んで考えているものと見られる。このように「現代やくざシリーズ」は全6作とする見方が優勢である。この『新宿の与太者』の菅原扮する主人公の名前は、第1作、第2作と同じ勝又五郎で、以降の主人公の名前は毎回違う。
映画公開時の文献に『新宿の与太者』を"新シリーズ第一弾"と書かれたものと、『現代やくざ 血桜三兄弟』を"シリーズ第四弾"と書いたものがあるため、タイトルに「現代やくざ」とつかない 『新宿の与太者』を東映は新シリーズとして公表したが、これ1本きりとなり、「現代やくざシリーズ」はその後も続き、後年マスメディアは、本シリーズを振り返るとき、主人公の名前が同じ『新宿の与太者』も「現代やくざシリーズ」に組み込むケースが増えていったということかもしれない。
さらに東映ビデオでは『人斬り与太 狂犬三兄弟』を「人斬り与太シリーズ第二弾」としている。『キネマ旬報』は、2015年の菅原文太追悼特集で『現代やくざ 人斬り与太』『人斬り与太 狂犬三兄弟』を「人斬り与太二連作」と称している。つまり『現代やくざ 人斬り与太』は「現代やくざシリーズ第六弾で最終作」と同時に「人斬り与太シリーズ第一弾」とダブっていることになる。『ぴあシネマクラブ 邦画編』では『人斬り与太 狂犬三兄弟』を「現代やくざシリーズの番外編」と書いている。深作監督の「人斬り与太シリーズ」二作のプロデューサー・吉田達は「シリーズはまだ続ける予定だったが、京都撮影所で深作が『仁義なき戦い』を始めたから終了した」と述べている。
| 作     | 作    | 題名                  | 主人公   | 脚本               | 監督     | 音楽     | 公開日         |
| ------ | ----- | --------------------- | -------- | ------------------ | -------- | -------- | -------------- |
| 第1作  | 第1作 | 現代やくざ 与太者の掟 | 勝又五郎 | 村尾昭             | 降旗康男 | 菊池俊輔 | 1969年02月01日 |
| 第2作  | 第2作 | 現代やくざ 与太者仁義 | 勝又五郎 | 村尾昭、長田紀生   | 降旗康男 | 八木正生 | 1969年05月31日 |
| 第3作  | -     | 新宿の与太者          | 勝又五郎 | 村尾昭             | 高桑信   | 津島利章 | 1970年12月18日 |
| 第4作  | 第3作 | 現代やくざ 盃返します | 関根辰次 | 大和久守正         | 佐伯清   | 菊池俊輔 | 1971年04月03日 |
| 第5作  | 第4作 | 現代やくざ 血桜三兄弟 | 小田武   | 野上龍雄           | 中島貞夫 | 山下毅雄 | 1971年11月19日 |
| 第6作  | 第5作 | 現代やくざ 人斬り与太 | 沖田勇   | 石松愛弘、深作欣二 | 深作欣二 | 津島利章 | 1972年05月06日 |
| 番外編 |       | 人斬り与太 狂犬三兄弟 | 権藤勝男 | 松田寛夫、神波史男 | 深作欣二 | 津島利章 | 1972年10月25日 |

## ネット配信
YouTubeの「TOEI Xstream theater」で、2022年10月7日21:00（JST）から同年同月21日21:00（JST）まで無料配信が行われた。